# Сібічу-де-Сус
Сібічу-де-Сус (рум. Sibiciu de Sus) — село у повіті Бузеу в Румунії. Адміністративно підпорядковане місту Петирладжеле.
Село розташоване на відстані 102 км на північ від Бухареста, 42 км на північний захід від Бузеу, 131 км на захід від Галаца, 67 км на південний схід від Брашова.

## Населення
За даними перепису населення 2002 року у селі проживали 915 осіб.
Національний склад населення села:
| Національність | Кількість осіб | Відсоток |
| -------------- | -------------- | -------- |
| румуни         | 909            | 99,3%    |
| угорці         | 5              | 0,5%     |

Рідною мовою назвали:
| Мова      | Кількість осіб | Відсоток |
| --------- | -------------- | -------- |
| румунська | 910            | 99,5%    |
| угорська  | 5              | 0,5%     |